# Emery Rovenstine
Emery Andrew Rovenstine, né le 20 juillet 1895 et mort le 9 novembre 1960 aux États-Unis, est un anesthésiste et professeur américain connu pour être le premier à avoir créé un service d'anesthésie aux États-Unis. Il est également le fondateur de l'American Board of Anesthesiology, et donc de la spécialité médicale en tant que telle. Il en est le président en 1940.
Il aura notamment comme interne Virginia Apgar.

## Biographie
Né dans l'Indiana, Rovenstine est l'ainé de 4 fils d'une famille d'origine italo-néerlandaise. Il passe son enfance dans une ferme avant de devenir enseignant pendant un an. Il entre par la suite dans une université privée, Wabash College, grâce à une bourse,.
Durant la Première Guerre mondiale, il s'engage dans l'Engineer Corps de l'armée américaine et sert en France en tant que soldat puis Lieutenant. Voyant le massacre de la guerre, il commence à s'intéresser à la médecine, mais travaille d'abord pendant 4 ans en tant qu'enseignant en mathématiques et science. Il rentre ensuite en médecin, obtient son diplôme de médecine de l'université de l'Indiana en 1928 et assiste notamment aux cours d'anesthésie du Dr Arthur Guedel. Il devient alors l'un des deux internes en anesthésie du service du Dr Ralph Waters, à l'université du Wisconsin,.
Durant la Seconde Guerre mondiale, il sert en tant que Conseiller du médecin-chef.